# 非洲鶇
非洲鶇（學名：Turdus pelios）是鶇屬下的一種鳥類。原產於非洲大部分亞撒哈拉地區的林地中。和鶇屬的其他鳥類一樣是雜食動物，以昆蟲及漿果為食。在灌木叢中做窩，但不會集群生活。兩性差別不明顯，都是通體黑褐色、有黃色的喙。